# Macchie d'amore
Macchie d'amore è un album della cantante Giovanna pubblicato dall'etichetta Kicco Music nel 1983. Tutti i brani sono scritti, arrangiati e musicati da Giovanna.

## Tracce
Testi e musiche di Giovanna Nocetti.
1. Attimi
2. Atomo
3. Macchie d'amore
4. Milano
5. Confusione
6. Tu sei il mio destino
7. Un'ora insieme a te
8. Marzio